# 銚子口
銚子口（ちょうしぐち）は、埼玉県春日部市の町丁。現行行政地名は銚子口のみ。丁番の設定のない単独町名である。住居表示未実施地区。郵便番号は344-0013。

## 地理
埼玉県の東部地域で、春日部市南東部の大落古利根川（昔の利根川）が造りだした沖積平野に位置する地区である。地区の多くが自然堤防上に位置するが、西部の一部で氾濫平野があり、春日部市立藤塚小学校の南側付近には後背湿地も見られる。
東側で赤沼、南側で大落古利根川を挟んで越谷市平方、西側で藤塚、北側で中川（庄内古川）を挟んで水角と隣接する。銚子口の東方に飛地がある。南東端付近には薬師沼がある。
地区内は全域が全域が市街化調整区域となっており、水田や畑などの耕地整理されていない農地が多いが、住宅地も点在する。

### 河川
- 大落古利根川
- 中川（庄内古川）
- 八間堀

### 地価
住宅地の地価は、2024年（令和6年）の公示地価によれば、銚子口397番地2（旧大字銚子口字葛塚397番地2）の地点で2万8,700円/m2となっている。

## 歴史
もとは江戸期より存在した下総国葛飾郡松伏領に属する銚子口村であった。古くは八郷下河辺荘のうちにあったという。寛永年間（1624年〜1645年）頃に武蔵国葛飾郡に属されたと思われる。村高は正保年間の『武蔵田園簿』では375石余（田136石余、畑239石余）、『元禄郷帳』によると479石余、『天保郷帳』によると銚子村として481石余、明治初年の『旧高旧領取調帳』によると482石余であった。助郷は日光街道粕壁宿に出役していた。化政期の戸数は92軒で、村の規模は東西11町余、南北13町余であった。
- はじめは幕府領、以降変遷なし[5]。
- 幕末の時点では武蔵国葛飾郡に属し、明治初年の『旧高旧領取調帳』の記載によると、代官・小笠原甫三郎支配所が管轄する幕府領、および寺領（西蔵院領、自性院領）であった[9]。
- 1868年（慶応4年）6月19日  - 代官支配地が下総知県事・佐々布直武（熊本藩士）の管轄となる。
- 1869年（明治2年）1月13日 - 下総知県事・水筑竜の管轄区域に葛飾県[9]を設置（葛飾郡も参照）。県庁は葛飾郡加村字坂之下に置かれる。
- 1871年（明治4年）11月13日 - 第1次府県統合により武蔵国葛飾郡のうち大場川および小合溜井以北の区域が埼玉県の管轄となる。
- 1873年（明治6年）1月 - 西蔵院の境内を仮用して公立小学校の藤塚学校（現、春日部市立豊野小学校）が設立される[10][5]。
- 1879年（明治12年）3月17日 - 郡区町村編制法により成立した北葛飾郡に属す。郡役所は杉戸宿に設置。
- 1889年（明治22年）4月1日 - 町村制施行に伴い、銚子口村、藤塚村、赤沼村が合併し、北葛飾郡豊野村が成立[11]。銚子口村は豊野村の大字銚子口となる。
- 1945年（昭和20年）2月 - 豊野国民学校（豊野小学校）の学級増に伴ない、西蔵院および藤塚香取神社に分教場を設置する[10]。
- 1947年（昭和22年）
  - 4月 - 地内に豊野中学校（後の旧・春日部市立豊野中学校）が開校する[12]。
  - 9月 - カスリーン台風の襲来により、地内が大きな被害を受ける[5]。
- 1954年（昭和29年）7月1日 -  南埼玉郡春日部町、豊春村、武里村、北葛飾郡幸松村と合併し、市制を施行して春日部市となる[13][14]。春日部市の大字となる。
- 1962年（昭和37年）3月 - 地内の旧・春日部市立豊野中学校が大字樋堀に移転、同じく大字樋堀に移転した春日部市立幸松中学校と合併して春日部市立東中学校が開校する[12][15]。旧・春日部市立豊野中学校は、同年4月8日に春日部市立東中学校の分教場となる[15]。
- 1977年（昭和52年）
  - 4月1日 - 春日部市立東中学校の校区から分離され、地内に（新）春日部市立豊野中学校が設立する[16]。校地は豊野小学校を仮用してプレハブ校舎を建てて開校した。
  - 4月 - 地内に越谷春日部バイパスが暫定2車線で開通[12]。
- 1986年（昭和61年）2月28日 - 地内に豊野地区公民館が開館する[17]。
- 1983年（昭和58年）10月26日 - 豊野工業団地土地区画整理事業の完成に伴ない[18]、大字銚子口の一部が豊野町の一部となる[19]。
- 1986年（昭和61年）3月 - 地内の薬師沼の周囲に薬師沼親水公園が完成する[12]。
- 2005年（平成17年）
  - 5月15日 - 地内に朝日自動車杉戸営業所の春日部駅（東口・西口） - ゆりのき橋 - 豊野工業団地線が開設される。
  - 10月1日 - 春日部市が北葛飾郡庄和町と合併し、新たな春日部市が発足、同時に住所標記の簡略化のため市内の大字が廃止され[20]、大字銚子口は丁番の設定のない銚子口となる[21]。
- 2019年（令和元年）10月28日 - 地内のJA南彩豊野支店が廃止される[22]。

### 存在していた小字
- 溜川[23]
- 葛塚
- 沼廻
- 水角
- 蒲沼
- 三反田
- 中道上
- 中道下

## 世帯数と人口
2024年（令和6年）1月1日現在の世帯数と人口は以下の通りである
| 丁目   | 世帯数  | 人口  |
| ------ | ------- | ----- |
| 銚子口 | 392世帯 | 873人 |

## 小・中学校の学区
市立小・中学校に通う場合、学区は以下の通りとなる。
| 丁目   | 番地                                                                       | 小学校               | 中学校               |
| ------ | -------------------------------------------------------------------------- | -------------------- | -------------------- |
| 銚子口 | 30番地 - 382番地、391番地 - 404番地、410番地 - 435番地、437番地 - 1366番地 | 春日部市立豊野小学校 | 春日部市立豊野中学校 |
| 銚子口 | 387番地 - 390番地、405番地 - 409番地、436番地                              | 春日部市立藤塚小学校 | 春日部市立豊野中学校 |

## 交通
地内に鉄道は敷設されていない。最寄り駅は最寄り駅は東武鉄道伊勢崎線（東武スカイツリーライン）一ノ割駅で、銚子口397番地2の地点からおよそ1,900 m離れている。

### 道路
- 国道4号越谷春日部バイパス - 飛地を通る
- 埼玉県道10号春日部松伏線
- 古利根川緑道（自転車歩行者道）

### バス
朝日自動車杉戸営業所
- 春日部駅東口〜藤塚中央〜豊野工業団地線（系統番号：KB61 - KB64）
「銚子口」・「豊野小前」・「香取神社入口」・「公民館前」停留所（KB61・KB64）が設置されている[25]。

春日部市コミュニティバス「春バス」
地区内を縦貫・巡回する路線は設定されていない。以前は「赤沼〜武里駅ルート」が設定され、「銚子口西」・「銚子口香取神社入口」・「公民館前」・「豊野工業団地入口」・「4号バイパス入口」停留所があったが、2024年1月3日限りで廃止された（詳細は当該項目を参照）。

## 施設
- 春日部市立豊野小学校
- 春日部市立藤塚小学校（一部） - 校庭の大半が銚子口の区域に掛かる
- 春日部市立豊野中学校
- 春日部警察署豊野駐在所
- 春日部市東部浄水場系中継加圧ポンプ場
- 銚子口中継ポンプ場
- 豊野地区公民館
- 特別養護老人ホームあすなろの郷
- 薬師沼親水公園（一部）
- 銚子口運動場
- 銚子口香取神社
  - 銚子口地区集会所
- 西蔵院
- 天満宮 - 豊野小学校の北西約150 mに鎮座する
- 銚子口水角組集会所（銚子口99番地）
- 本田組集会所（銚子口600番地）

### 過去の施設
- 旧・春日部市立豊野中学校 - 現在の春日部市豊野小学校の250 m程西側（銚子口香取神社付近）に所在した[15]。移転後は東中学校の分教場としていた。跡地には現在、野球向けのグラウンドがある。
- JA南彩豊野支店（銚子口623番地） - 春日部東支店（旧幸松支店）に統合され廃止された[22]。